# Endeavor (Non-Profit-Organisation)
Endeavor Global, Inc. ist eine Non-Profit-Organisation und verfolgt das Konzept aufstrebende Märkte zu fördern, indem sie Unternehmer mit größtem Einfluss fördert. Die Organisation mit Sitz in New York City möchte das langfristige weltweite Wachstum fördern, indem die sorgfältig die Unternehmer auswählt, betreut und so zu Katalysatoren des Wachstums macht.
„Endeavor“ ist ein englisches Wortspiel und bedeutet gleichzeitig, sich zu bemühen / sich anstrengen oder als Substantiv Unternehmen.
Das Unternehmen wurde 1997 von Linda Rottenberg und Peter Kellner gegründet und hat Niederlassungen in 15 Ländern sowie 20 internationale Büros. Sie koordiniert die Hilfe von Unternehmern, die mit ihrer Erfahrung andere Unternehmer coachen. Die ausgesuchten high-impact entrepreneurs (hoch-einfluss Unternehmer) in sich entwickelnden Ländern profitieren einerseits von der Beratung und zum anderen vom Zugang zu Kapital, den sie gleichzeitig erlangen. Endeavors Fernziel ist es, Gesellschaften mit robusten kulturellen, finanziellen, menschlichen, intellektuellen und sozialen Grundlagen zu schaffen.
Geschäftsführer ist Edgar Bronfman, Geschäftsführer bei der Warner Music Group.
2001 erklärte das Time Magazine Endeavor zu einem der Top 100 Innovatoren des 21. Jahrhunderts.